# Говорещият Том и приятели (анимационен сериал)
Говорещият Том и приятели (на английски: Talking Tom and Friends) е анимационен сериал, създаден от Outfit7 Limited. Базира се на героите от франчайз компанията Talking Tom and Friends: Том, Анджела, Бен, Ханк, Джинджър и Бека. Първите три сезона на анимацията са продуцирани от австрийското студио „arx anima“, а четвъртият и петият – от испанското People Moving Pixels. Първият епизод е пуснат в YouTube през 2015 година. Излъчва се и по ТВ каналите във Великобритания, Франция и Полша. През май 2020 година стартира пети сезон на сериала.

## Сюжет
Сериалът представя ежедневието на компания от петима приятели, двама от които са Том и Бен, които разработват мобилни приложения и други изобретения и се опитват да ги покажат на света.

## Действащи лица
- Том (озвучен от Колин Ханкс) – Сив котарак с таби окраска. Той разработва приложения заедно с Бен и предпочита да стане част от този бизнес. Също така е и кмет на града. Ханкс го описва като палав, харизматичен и енергичен. Той е лидерът на компанията от приятели, който обича да се забавлява[1][2]. В четвъртия сезон той се оттегля от кметския стол.

- Бен (озвучен от Джеймс Адомиан) – Кафяво куче, което е най-добрият приятел на Том. Той обича да измисля нестандартни неща, да експериментира и да разработва приложения, като се фокусира върху техническите си познания по програмиране. Адомиан го описва като гениален и сериозен, но често е избухлив[2].

- Анджела (озвучена от Лиса Шварц) – Бяла котка, която е приятелка на Том. Тя обича музиката, модата и пътешествията. Мечтае някой ден да стане суперзвезда. Шварц я описва като „супер забавна и момичешка“, но понякога е срамежлива, в други случаи – дружелюбна.

- Джинджър (озвучен от Мария Бамфорд) – Малко оранжево-бяло коте, което е съсед на Том. В първия сезон то твърди, че е от второто най-богато семейство в града[1].

- Ханк (озвучен от Том Кени) – Бяло куче със синьо петно около лявото око. Сини са и лапите му. Той е съквартирант на Том и обича да гледа телевизионни ситкоми[1].

- Бека (озвучена от Мария Бамфорд) – Черен заек с лилава коса. Тя се появява за първи път в града. Фалшифицира известна песен на Анджела, наречена „Little Miss Perfect“. Преди е била лигава тийнейджърка, проявила грубост към Анджела. Но сега осъзнава, че Анджела я оставила сама, поради спешен случай. Най-после двете си примиряват помежду си и остават най-добри приятелки. После Анджела обвинява Бека в изневяра с Том. Накрая Бека се влюбва в Ханк.